# Ernst Mayer (Politiker, 1815)
Ernst Mayer (* 21. Januar 1815 in Prachatice; † 12. März 1891 ebenda) war ein tschechischer Arzt und Politiker, Langzeitbürgermeister von Prachatice, Abgeordneter des Böhmischen Landtags und des Österreichischen Reichsrats.

## Biografie
Ernst Mayer stammte aus einer Vorarlberger Ärztefamilie. Sein Großvater, ein erfahrener Chirurg, ließ sich in Prachatice nieder, sein Vater Martin, von Beruf Wundarzt, war von 1820 bis 1836 Bürgermeister dieser Stadt. Mayers Mutter Barbara war die Tochter des Bürgers und Färbers Adalbert Spinka.
Ernst Mayer studierte an der Universität Wien Medizin und Chirurgie, eine Zeit lang war er als Assistent und außerordentlicher Professor an der medizinischen Fakultät tätig. Mit seiner Frau Ernestina, Tochter des Universitätsprofessors Andreas Ignaz Wawruch, kehrte er in den frühen 1850er Jahren in seine Heimat Prachatice zurück.
Von 1861 bis zu seinem Tod im Jahr 1891 war Ernst Mayer Bürgermeister von Prachatice. Während seiner Amtszeit wurden das Gymnasium, das Stadttheater und der Aussichtsturm am Libín  errichtet. Zusammen mit Václav Niklas bemühte er sich um die Einrichtung der zweisprachigen Ärztekammer im Kreis Prachatice. Ab 1872 war er Mitglied des Österreichischen Reichsrats. Am 25. Februar 1869 erhielt Ernst Mayer die Vorkonzession für eine Eisenbahn von der bayerischen Grenze über Wallern, Písek und Příbram bis zur Böhmischen Westbahn, die Eröffnung der Bahnstrecke Číčenice–Haidmühle im Jahr 1893 konnte er aber nicht mehr miterleben.
Das Ehepaar Mayer hatte sechs Kinder, wovon drei Töchter und ein Sohn das Erwachsenenalter erreichten.